# Bergknautia
De bergknautia (Knautia dipsacifolia, synoniemen: Knautia silvatica, Knautia maxima) is een vaste plant uit de kamperfoeliefamilie (Caprifoliaceae). De bergknautia komt voor in Zuid- en Midden-Europa. De soort is inheems in Wallonië en verwilderend in Vlaanderen. In Nederland is de soort als verwilderde plant zeer zeldzaam. De soortenbank beschouwt Knautia dipsacifolia een synoniem van 
Knautia arvensis. Het aantal chromosomen is 2n = 60.
De plant wordt 30-100 cm hoog en heeft donkergroene, vaak paars aangelopen, opstijgende stengels, die meestal bezet zijn met borstelharen. Het bovenste gedeelte is donsachtig behaard. De heldergroene, getande, tot 20 cm lange bladeren zijn langwerpig-eirond tot lancetvormig. De onderste bladen zijn onderaan versmald. De plant vormt een rizoom.
De bergknautia bloeit van juni tot in september met blauwviolette bloemen. Op het 2,5-4 cm grote hoofdje, dat een behaarde bloembodem heeft, staan 1,5 cm lange bloemen. De kelk heeft acht tanden. Om het hoofdje zit een bijzonder omwindsel, een buitenkelk.
De vrucht is een 5-6 mm lang en 1-2 mm breed en met lange haren bezet nootje met een mierenbroodje, waardoor het door mieren verspreid wordt.

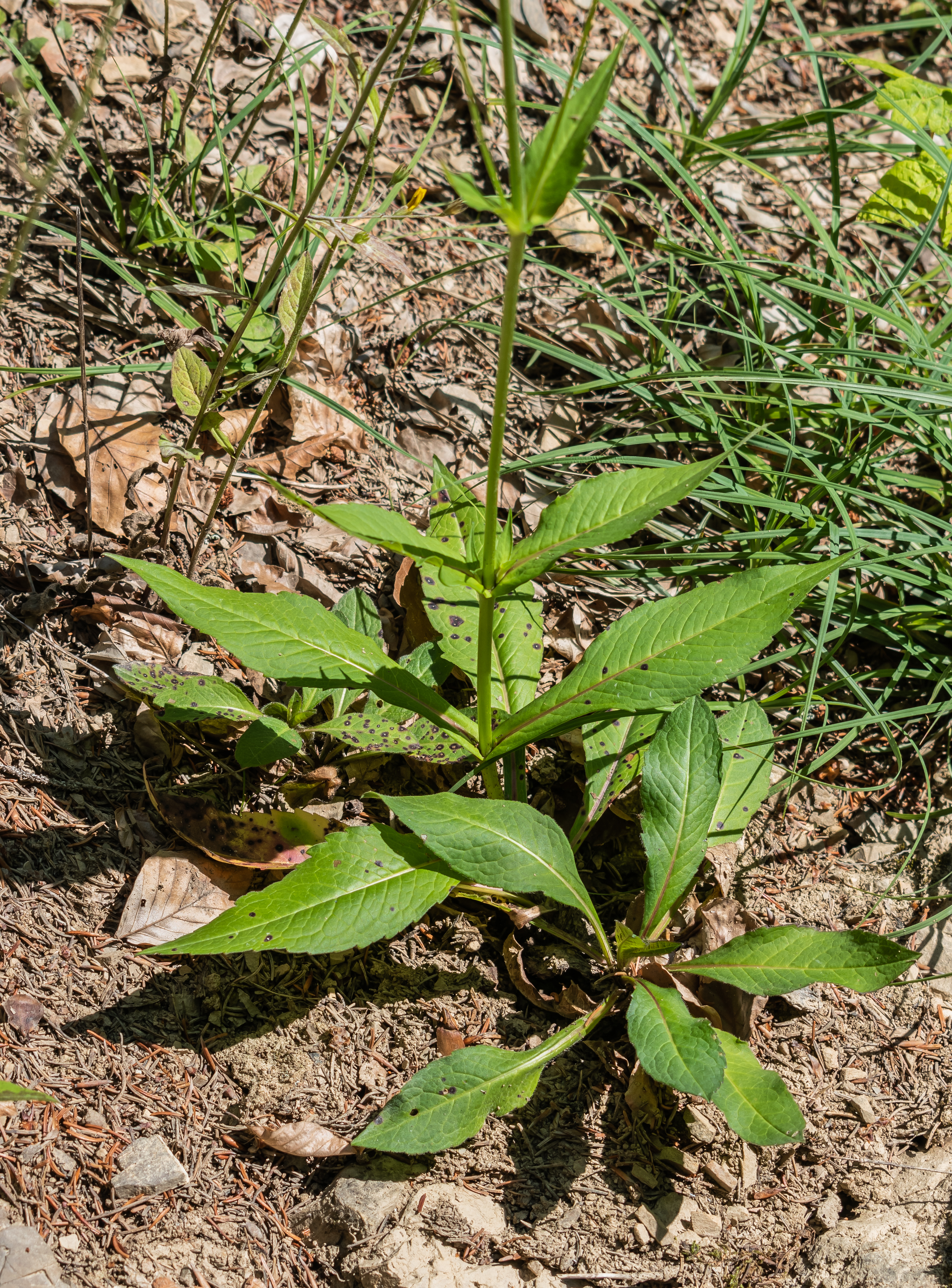
Plant
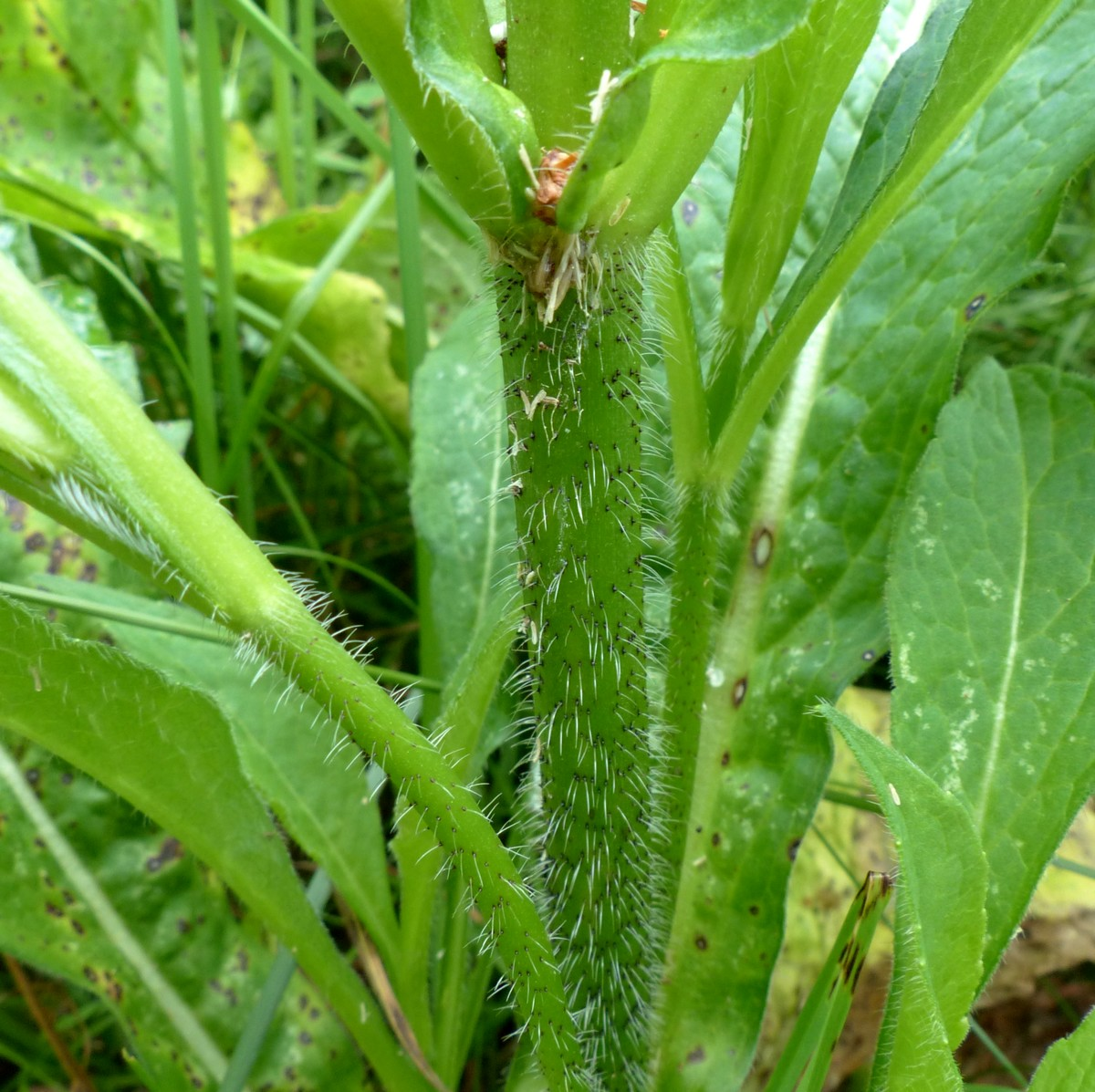
Stengel
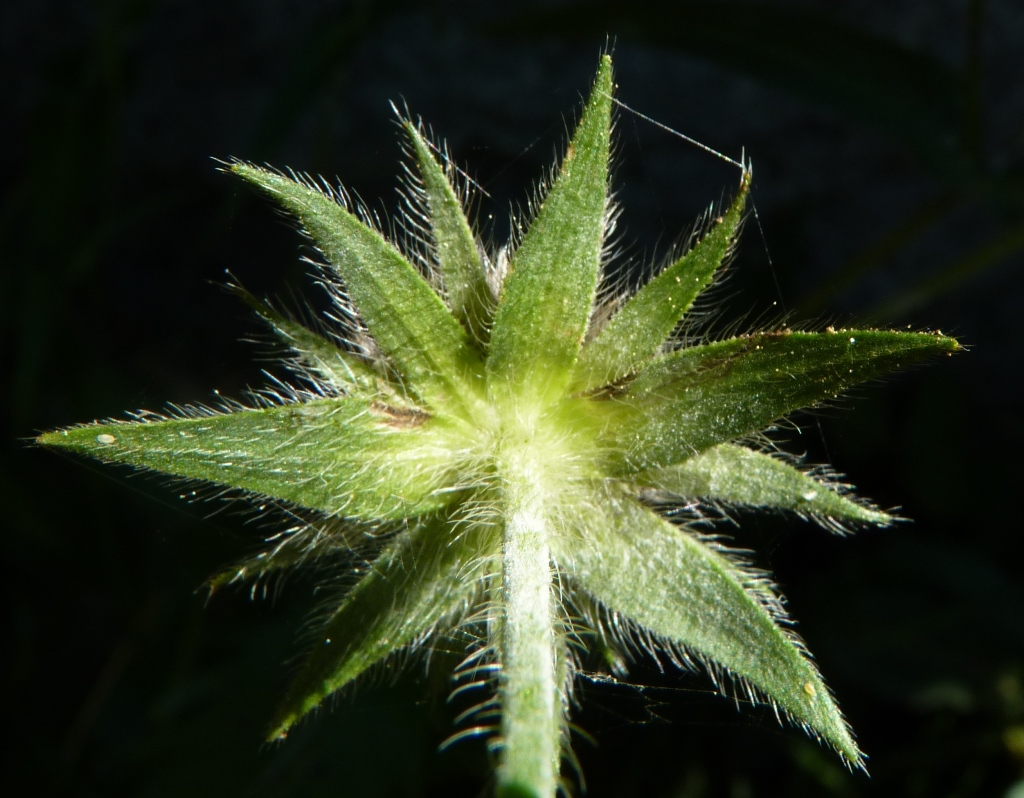
Buitenkelkbladeren (omwindsel)
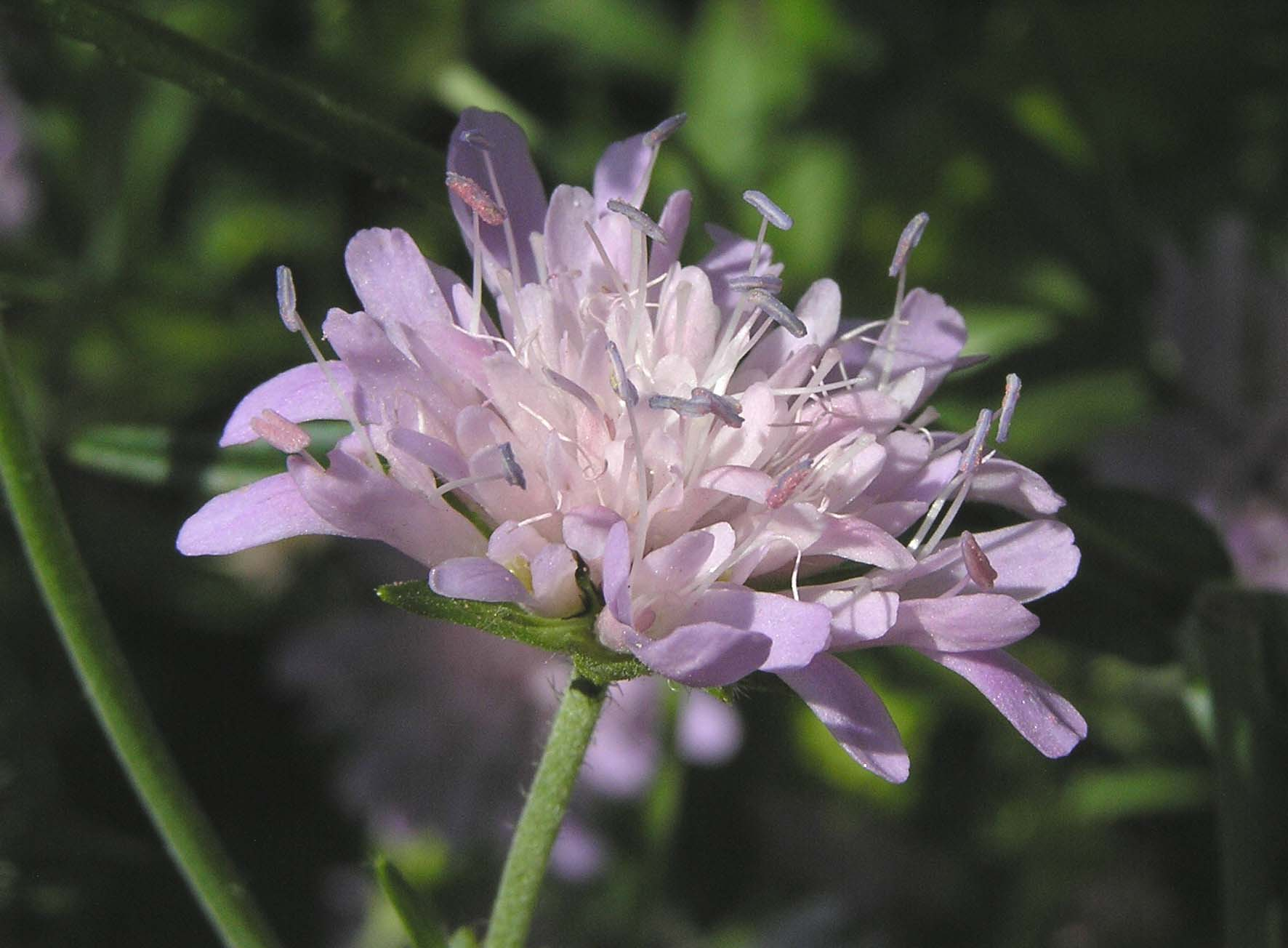
Hoofdje
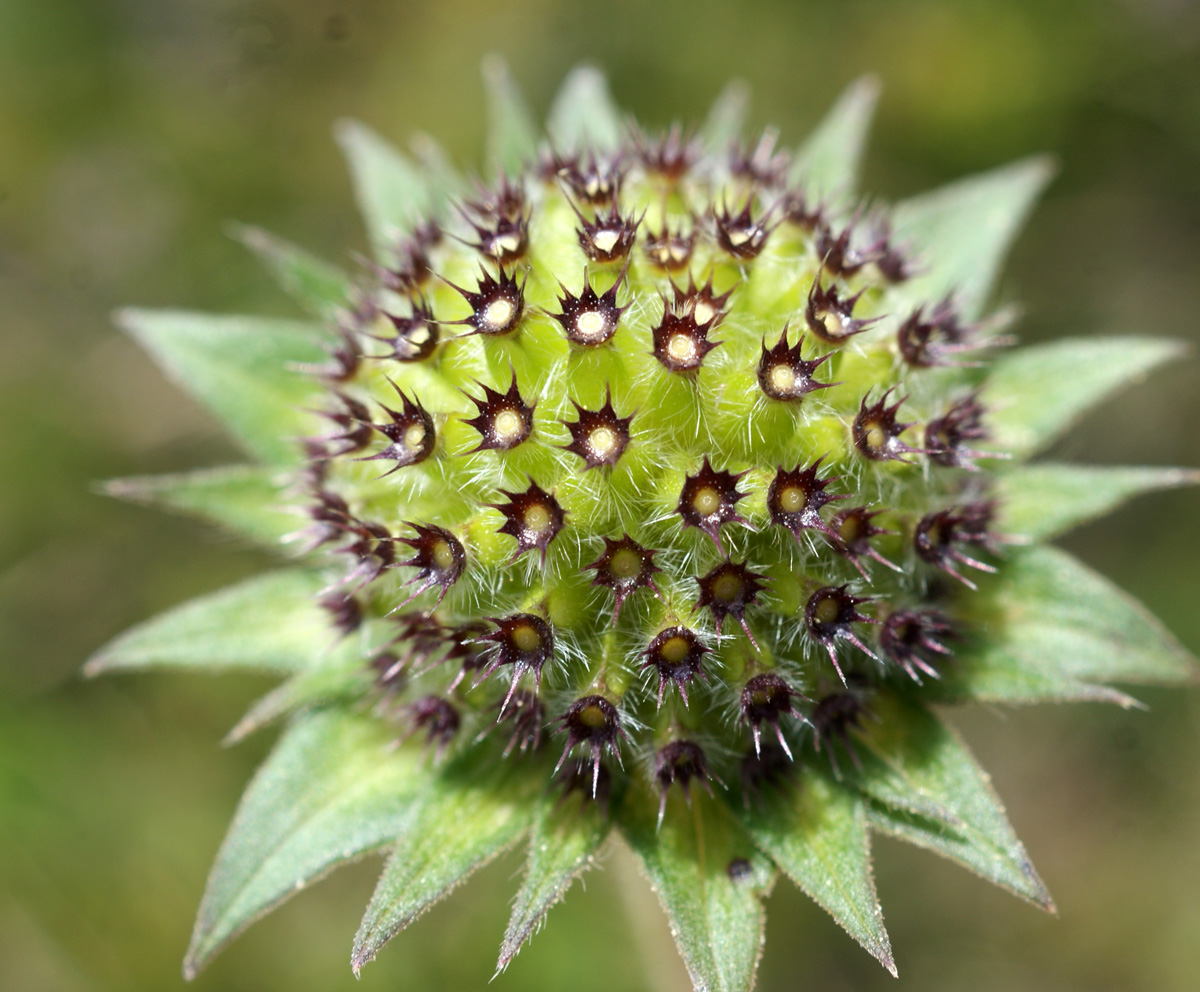
Hoofdje met vruchten en kelken
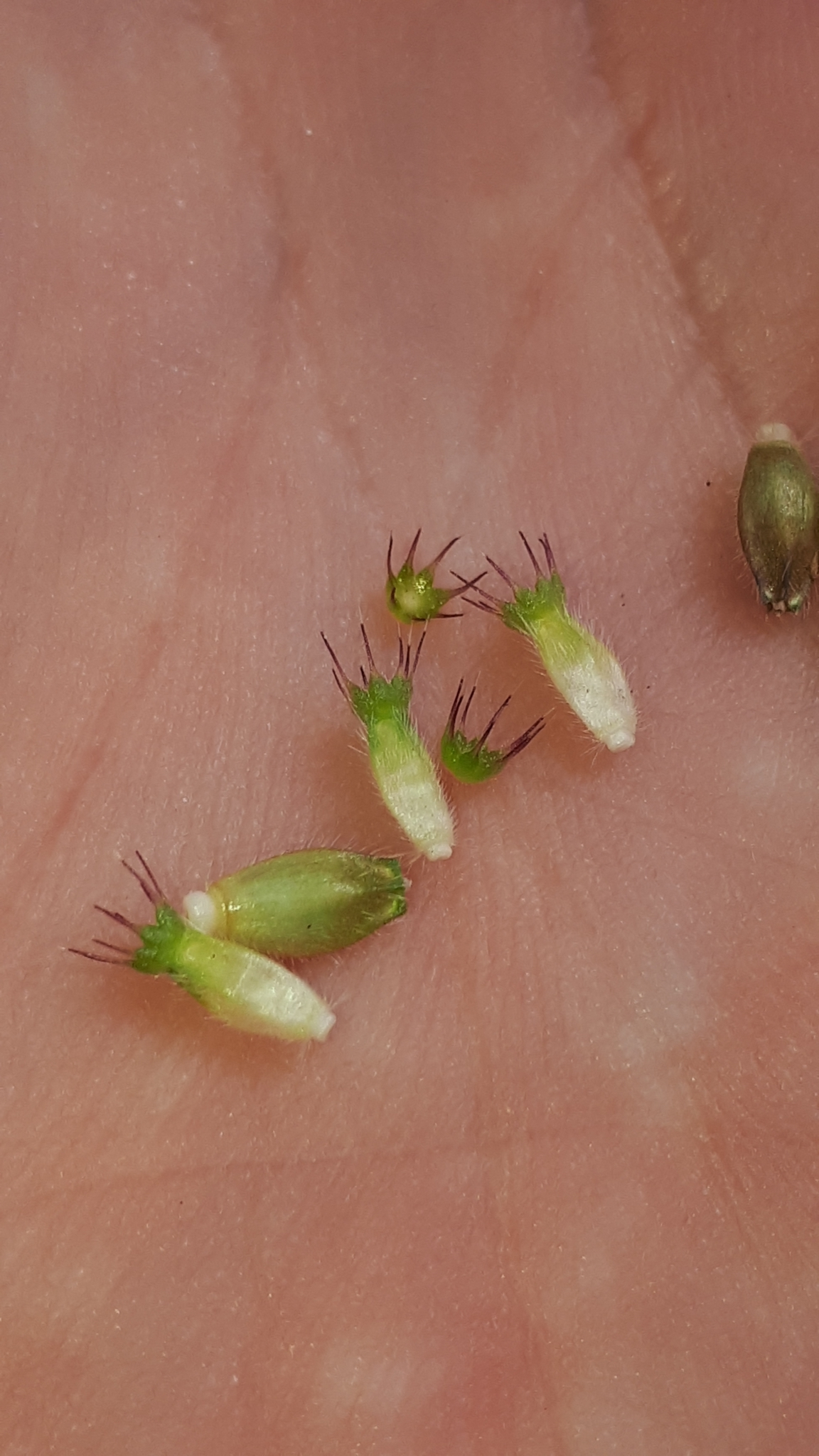
Vruchten met achtergebleven kelk

De bergknautia komt voor op vochtige, matig voedselrijke, kalkhoudende grond in loofbossen, bosranden en bergweiden.

## Ondersoorten
In Europa komen de volgende ondersoorten voor:
- Knautia dipsacifolia subsp. catalaunica (Szabó) O.Bolòs, Vigo, Masalles & Ninot (syn.: Knautia catalaunica Szabó): sinds 1990 als ondersoort en komt alleen in Spanje voor[2]
- Knautia dipsacifolia subsp. dipsacifolia, syn.: Knautia sendtneri Brügger, Knautia arvensis subsp. dipsacifolia (Host) F.W.Schultz)
- Knautia dipsacifolia subsp. gracilis (Szabó) Ehrend., Knautia gracilis Szabó, Knautia cuspidata Jord., Knautia sylvatica var. cuspidata (Jord.) Briq., Knautia sylvatica var. dolichophylla Briq.): komt in Midden-Europa in Duitsland en Frankrijk voor.[2] Het aantal chromosomen is 2n = 40.
- Knautia dipsacifolia subsp. lancifolia (Heuff.) Ehrend. (syn.: Knautia lancifolia (Heuff.) Simonk., Knautia dominii Klášt., Knautia sylvatica var. lancifolia Heuff.): komt in Roemenië en in het voormalige Joegoslavië voor.[2]
- Knautia dipsacifolia subsp. pocutica (Szabó) Ehrend.: komt in Polen en in Roemenië voor.[2]
- Knautia dipsacifolia subsp. sixtina (Briq.) Ehrend. (syn.: Knautia sixtina Briq.): komt in Middeneuropa in Zwitserland, Frankrijk en Italië voor.[2]
- Knautia dipsacifolia subsp. turocensis (Borbás) Kiss (syn.: Knautia sylvatica var. turocensis Borbás): komt in Tsjechië, Polen, Hongarije en Slowakije en Roemenië voor.[2]